# Macrophya rufipes
Macrophya rufipes is een vliesvleugelig insect uit de familie van de bladwespen (Tenthredinidae). De wetenschappelijke naam van de soort is  gepubliceerd in 1758 door Linnaeus in de tiende editie van Systema naturae. 